# Algernon Maudslay
Algernon Maudslay, CBE (* 10. Januar 1873 in Tetbury; † 2. März 1948 in Winchester) war ein britischer Segler.

## Erfolge
Algernon Maudslay nahm an den Olympischen Spielen 1900 in Paris teil, wo er in drei Wettbewerben als Skipper der Scotia antrat. In der gemeinsamen Wettfahrt erreichte die Scotia zwei Minuten vor der Aschenbrödel aus Deutschland als erstes Boot das Ziel, womit Maudslay ebenso wie seine Crewmitglieder John Gretton, Linton Hope und Schiffseigner Lorne Currie Olympiasieger wurde. In der Bootsklasse 0,5 bis 1 Tonne gelang ihnen in der ersten Wettfahrt ein weiterer Olympiasieg, während sie in der zweiten Wettfahrt als Viertplatzierte eine erneute Podiumsplatzierung verpassten.
Maudsley besuchte Privatschulen und war Mitglied beim Royal Thames Yacht Club, dem Royal London Yacht Club und der Royal Yacht Squadron. Von 1927 bis zu seinem Tod war er Schatzmeister der Royal Yachting Association. Einen Großteil seines Lebens widmete er seinem Engagement für das British Red Cross und das Internationale Rotkreuz, sowie weiteren Hilfsorganisationen. 1919 wurde er für seine Verdienste als Leiter des belgischen War Refugees Committee zum Commander des Order of the British Empire ernannt. Im Oktober 1927 wurde er dafür außerdem zum Großoffizier des belgischen Kronenorderns ernannt.